# 1963
1963 (MCMLXIII) var ett normalår som började en tisdag i den gregorianska kalendern.

## Händelser

### Januari
- 1 januari – Malawi (tidigare Nyasaland) blir självständig stat[1].
- 3 januari – Katangas regeringschef Moïse Tshombe återvänder från landsflykt i Nordrhodesia; efter att ha satts i husarrest ger han upp kampen för ett självständigt Katanga[2].
- 11 januari – Amerikas första diskotek, Whisky a Go Go, öppnar i Los Angeles.
- 14 januari – 105 personer omkommer då en indonesisk färja eldhärjas och sjunker vid Sumatra[3].
- 15 januari – FN:s militära insats återför Katanga till Kongo-Léopoldville[4].
- 22 januari – Élysée-fördraget undertecknas av Konrad Adenauer och Charles de Gaulle i Élyséepalatset i Paris.
- 24 januari – Erik Carlsson "på taket"[4] och Ewy Rosqvist vinner herr- respektive damklassen i Monte Carlo-rallyt[2].
- 29 januari – Frankrike lägger in sitt veto mot Storbritanniens inträde i EEC, varvid även förhandlingarna om svenskt medlemskap avbryts[1].

### Februari
- 1 februari – 81 personer omkommer då ett transportflygplan ur turkiska flygvapnet kolliderar med ett trafikflygplan och störtar över centrala Ankara, Turkiet[3].
- 8 februari – Rachel Carsons bok Silent Spring, där författaren varnar för följderna av den allt vanligare giftbesprutningen, utkommer på svenska och heter då "Tyst vår". Många ser den som en viktig väckarklocka i den miljöpolitiska debatten.[4].
- 9 februari – Flygplanet Boeing 727 gör sin första flygning.
- 11 februari – Ingmar Bergmans film Nattvardsgästerna har premiär.
- 16 februari – George C. Wallace blir guvernör i Alabama. I sitt inledningstal förklarar han "segregation nu, segregation i morgon, och segregation för alltid!"[5][6]
- 16 februari – Den svenska uttagningen till Eurovision Song Contest hålls. Vinnare blir Monica Zetterlund och Carli Tornehave med sången En gång i Stockholm.
- 24 februari – 20-årige värmlänningen Jonny Nilsson, Sverige blir allroundvärldsmästare i hastighetsåkning på skridskor i Karuizawa, Japan efter att ha slagit världsrekord på både 5 000 och 10 000 meter[4].
- 28 februari – En strejk utbryter på Vin- och spritcentralen, vilket först föranleder ransonering och sedan stängning av Systembolagsbutiker över hela Sverige[7]. Strejken varar till mitten av april.

### Mars
- 17 mars – 1 900 omkomna och 2 800 skadade vid ett vulkanutbrott på norra Bali[8].
- 18 mars – Bo Widerberg debuterar som filmregissör med Barnvagnen[2].
- 21 mars – Det ökända fängelset Alcatraz utanför San Francisco stängs.
- 22 mars – Brittiska popgruppen The Beatles släpper sitt första album, Please Please Me, som spelades in på enda dag i Abbey Road-studion i London den 11 februari 1963.
- 26 mars
  - Ett stort parti sprit beslagtas av tullen ombord på skolskeppet Älvsnabben som efter denna händelse i folkmun döps till Älvsnapsen.
  - Författningsutredningen, som arbetat sedan 1954 föreslår att Sverige skall få enkammarriksdag[7].

### April
- 10 april – 129 personer omkommer då amerikanska ubåten USS Thresher sjunker vid Nordatlantens kust.[3].
- 29 april – Den första James Bond–filmen, Agent 007 med rätt att döda (Dr. No), har svensk biopremiär[4], Sean Connery spelar James Bond[2].

### Maj
- 3 maj – Sveriges riksdag antar en lag om fyraveckorssemester[7].
- 4 maj – 200 personer omkommer då en egyptisk färja kantrar och sjunker på övre Nilen[3].
- 10 maj – Sveriges riksdag beslutar med stor majoritet att från och med 1967 införa högertrafik i Sverige[7].
- 13 maj
  - Strejken vid Vin- och Spritcentralen tar slut[9].
  - Prinsessan Christina tar studentexamen vid Franska skolan[10].
- 15 maj – Astronauten och majoren L. Gordon Cooper Jr skjuts upp i rymdkapseln Faith 7 i Mercuryprogrammet och fullbordar 22 varv runt jorden.
- 16 maj – Smittkoppor konstateras i Stockholm. Innan epidemirisken är över i augusti har fyra personer avlidit[7].
- 26 maj – 30 afrikanska stater bildar OAU i Addis Abeba[4].
- 28 maj – 30 000 personer omkommer vid orkan med översvämningar i Östpakistan[8].

### Juni

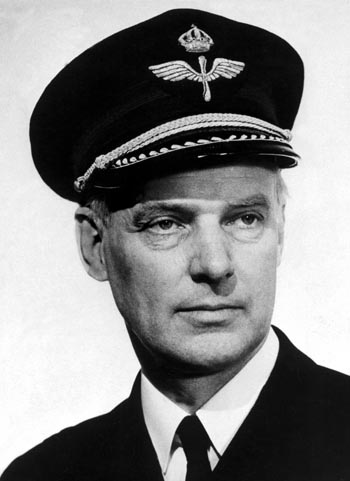
Den svenske översten i flygvapnet Stig Wennerström avslöjas då han spionerat för Sovjetunionens räkning.

- 3 juni – 101 personer omkommer då ett militärchartrat flygplan störtar på vägen till Anchorage, Alaska, USA.[3]
- 5 juni – Den brittiske försvarsministern John Profumo tvingas avgå sedan det visat sig att han i mars har ljugit inför Underhuset beträffande sitt sexuella förhållande till modellen Christine Keeler, som samtidigt varit ihop med en sovjetisk attaché i London.[4]
- 7 juni – De första knapptelefonerna installeras i Sverige.[7]
- 7 juni – Muonionalusta III meteoriten hittas, ett av få upptäckta meteoritnedslag i Sverige.
- 11 juni – Den vietnamesiske buddhistmunken Thích Quảng Đức bränner sig själv till döds i Saigon i protest mot presidenten Ngo Dinh Diems förtryck av den buddhistiska religionen.
- 16 juni – Sovjetmedborgaren Valentina Teresjkova blir den första kvinnan i rymden, när hon åker 48 varv runt jorden i en kapsel[4], 26 år gammal.[2]
- 21 juni – Sedan Johannes XXIII har avlidit den 3 juni,[4] väljs Giovanni Battista Enrico Antonio Maria Montini till påve och tar namnet Paulus VI.
- 25 juni – Den största spionaffären i Sveriges historia avslöjas i och med att flygvapenöversten Stig Wennerström (flygattaché vid Försvarets kommandoexpedition och tidigare verksam vid Sveriges ambassader i Moskva och Washington, DC) häktas av svensk polis. Han har haft tillgång till kvalificerat hemlig militär information och är misstänkt för mångårigt spioneri för Sovjetunionens räkning.[4] Wennerström döms till livstids straffarbete. Wennerströmaffären vållar en häftig inrikespolitisk debatt och tillsättande av en juristkommission samt till en parlamentarisk kommission, som skall utreda handläggningen av fallet.

### Juli

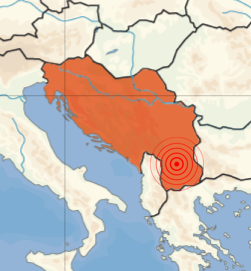
Jordbävningen i Skopje 1963.

- Juli – Västkusten på svenska ön Gotland i Östersjön drabbas av svåra oljeskador[11].
- 17 juli – Sveriges första industriella kärnkraftverk, ett värmekraftverk i Ågesta, Stockholms län, startar[4] och skall förse bostäder i närliggande Farsta i södra Stockholm med varmvatten[7].
- 26 juli – Ett jordskalv i staden Skopje, Makedonien, Jugoslavien kräver över 1 000 dödsoffer[2]. 80% av staden förstörs[8].

### Augusti

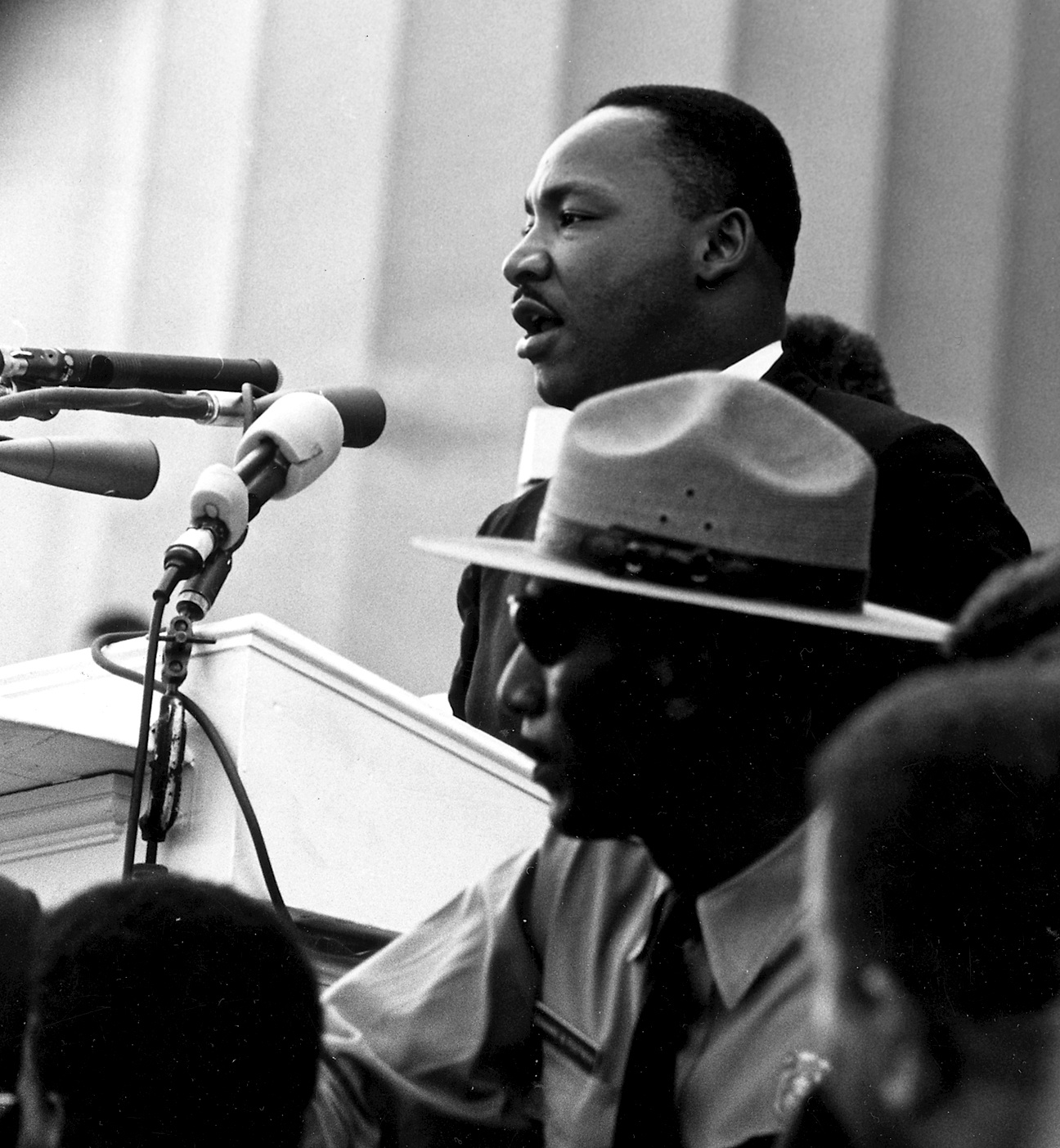
Pastor Martin Luther King håller sitt berömda tal I Have a Dream i Washington, DC där 200 000 personer protesterar mot rasdiskrimineringen

- 3 augusti – I Glumslöv i Skåne invigs det första svenska klostret sedan Gustav Vasas dagar[7].
- 8 augusti – Maskerade rånare stoppar posttåget från Glasgow på väg till London, och undkommer med cirka 2,5 miljoner pund[2].
- 28 augusti – Pastor Martin Luther King håller sitt berömda tal I Have a Dream i Washington, DC där 200 000 personer protesterar mot rasdiskrimineringen[4].

### September
- 14 september – Speedwayföraren Ove Fundin blir världsmästare för fjärde gången.
- 23 september – Ingmar Bergmans film Tystnaden har premiär.
- 27 september – Det sista tåget går på Möllebanan, varefter järnvägen läggs ned. Senare under hösten rivs rälsen upp.
- Hösten – Samkristna skolnämnden bildas i samband med en riksomfattande namninsamling till stöd för kristendomsämnets ställning i det nya svenska gymnasiet.

### Oktober

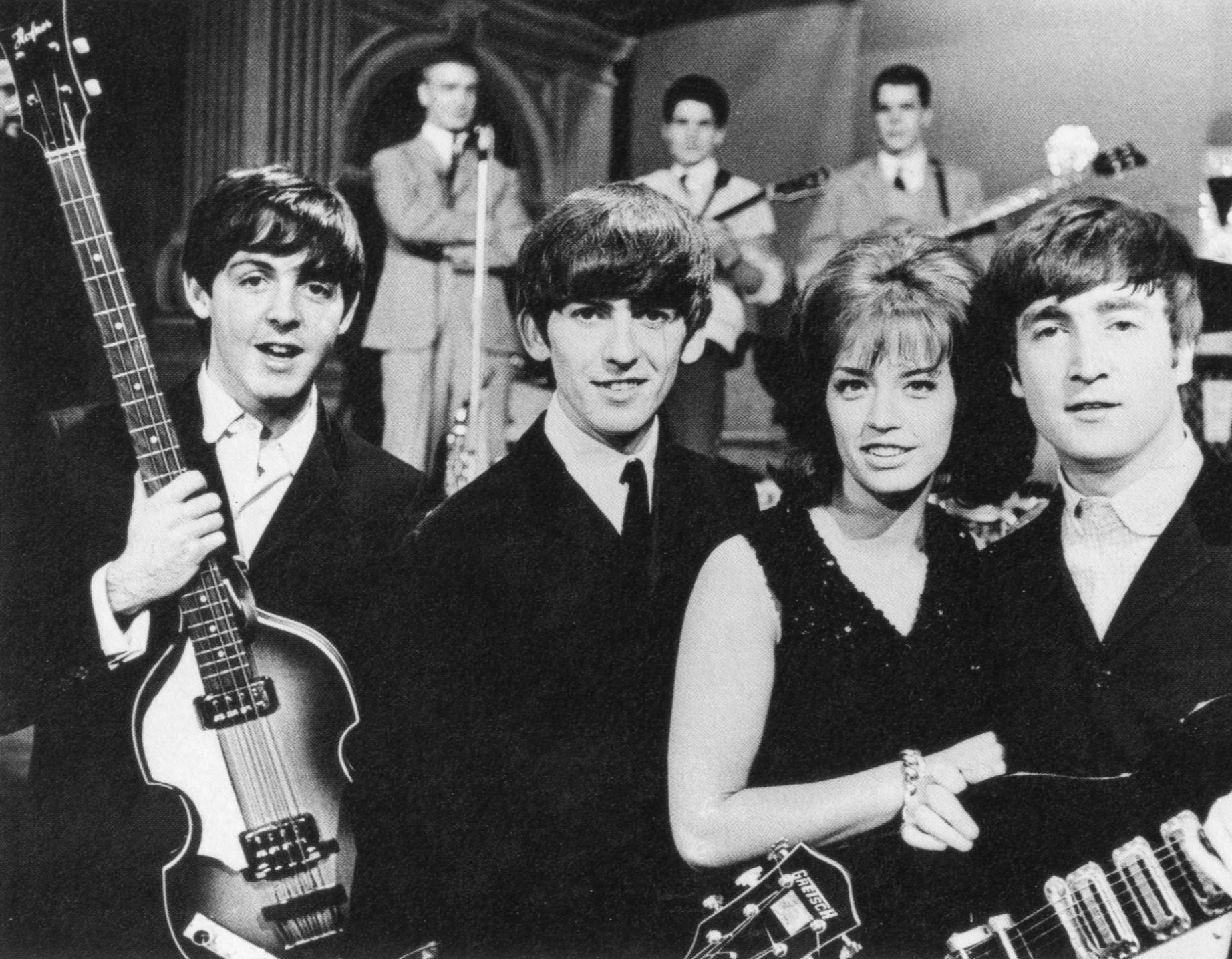
The Beatles med Lill-Babs i Drop-In

- 1 oktober – Nnamdi Azikiwe blir president i Nigeria.[12]
- 3 oktober – Boken Zigenerska av Katarina Taikon kommer ut och väcker debatt[7].
- 9 oktober
  - Över 6 000 personer omkommer i Västindien då en orkan rasar i tre dagar över Kuba och Haiti[8].
  - Vid ett jordskred i nordöstra Italien omkommer 2 000 personer då Vajontdammen bryts sönder[8].
- 10 oktober – Byråchefen Olof Palme blir konsultativt statsråd.
- 12 oktober – Filmen Åsa-Nisse och tjocka släkten har premiär.
- 15 oktober – Västtysklands förbundskansler Konrad Adenauer avgår och efterträds av Ludwig Erhard[4].
- 17 oktober – Sveriges statsminister Tage Erlander håller sin första presskonferens i Kanslihuset[13].

### November
- 3 november – Brittiska popgruppen The Beatles medverkar i Drop-In i Sveriges Radio-TV utan att väcka större uppmärksamhet[7].
- 7 november – Efter att ha varit instängda i nästan tre veckor räddas 11 gruvarbetare i Lengede, Västtyskland[2].
- 8 november – 19 personer omkommer då ett Finnair-flygplan havererar under inflygning till Mariehamn[3].
- 12 november – Vid en gruvolycka i Japan omkommer över 455 personer[3].

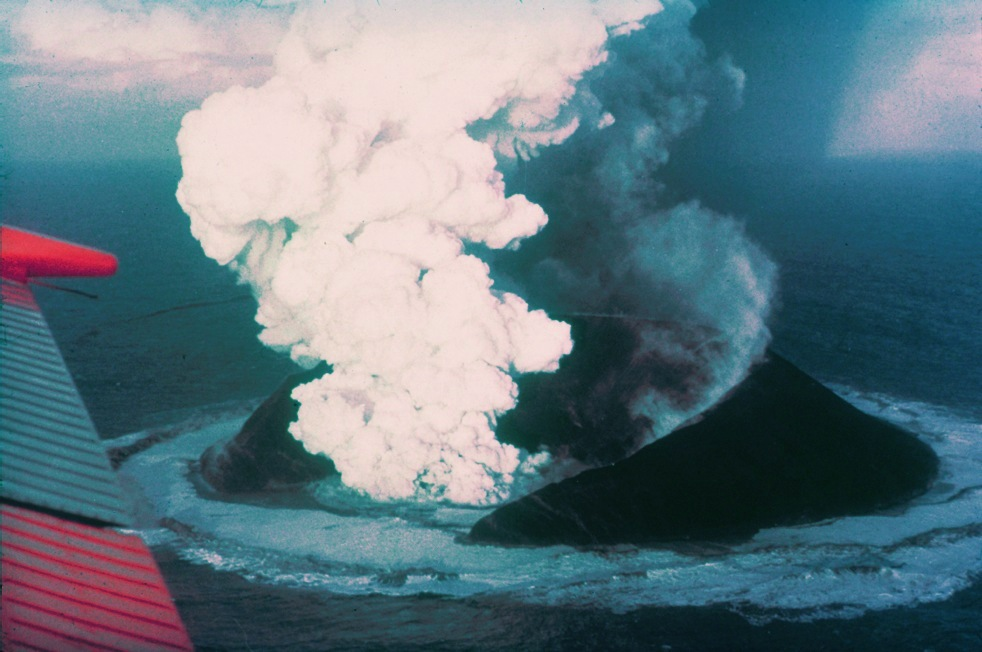
Surtsey

- 14 november – Vid ett vulkanutbrott utanför Island uppstår en ny ö ur havet[1].

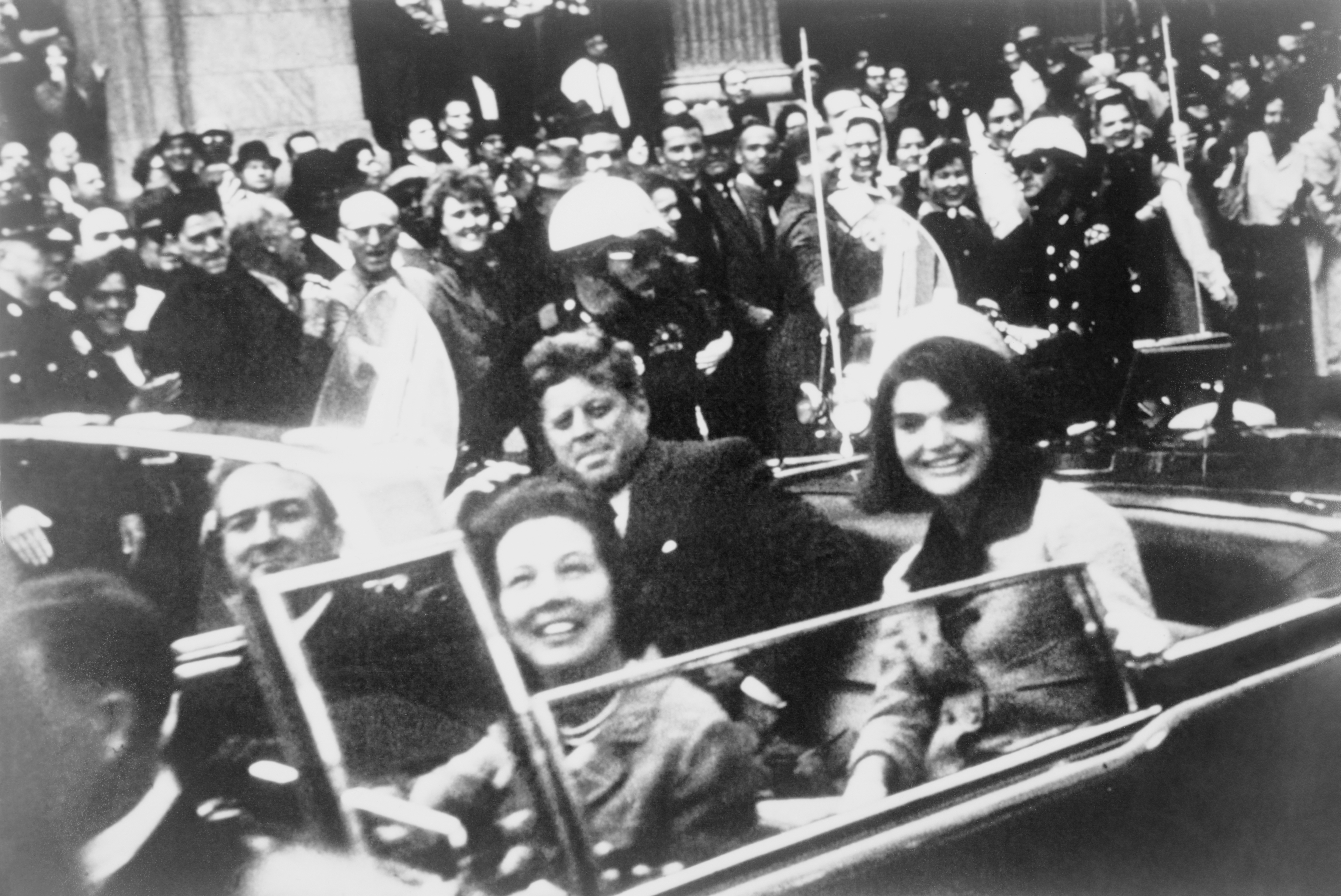
Skotten i Dallas.

- 20 november – 111 personer omkommer då en kanadensisk DC-9 störtar norr om Montréal, Kanada[3].
- 22 november – USA:s president John F. Kennedy mördas i Dallas, Texas, 46 år gammal. Omedelbart efter att Kennedys död tillkännagivits, svärs vicepresidenten Lyndon B. Johnson in som hans efterträdare.[4] Lee Harvey Oswald, en före detta marinkårssoldat, grips samma dag misstänkt för mordet.
- 24 november – Den för mordet på president Kennedy anklagade Lee Harvey Oswald skjuts ner av nattklubbsägaren Jack Ruby[4] i polishusets källare i samband med förflyttning till Dallas statsfängelse. Mordet bevittnas av miljoner TV-tittare i ett direktsänt program.
- 29 november – Skådespelarstrejk utbryter inom Sveriges Radio-TV.

### December
- 17 december – En inbrottskupp begås mot en pantbank på Västmannagatan 65 i Stockholm där värden för drygt 1,3 miljoner SEK stjäls[14].
- 11 december – Kenya blir självständigt[1].
- 20 december – En utredning föreslår att omkring 90 statliga verk flyttas ut från Stockholm till övriga Sverige[7].
- 22 december – Cypern drabbas av väpnad konflikt mellan greker och turkar[1].
- 26 december – Bo Widerbergs film Kvarteret Korpen har premiär och anses av kritiker som enastående i svensk filmkonst[7].
- 28 december – Statens biografbyrå i Sverige totalförbjuder Vilgot Sjömans film 491, som baseras på Lars Görlings roman med samma namn. Filmen anses strida mot strafflagen om "tukt- och sedlighetssårande framställning"[4].

### Okänt datum
- Japan förlänger fängelsestraffet för narkotikalangning från 10 år till livstid[15].
- Anders Björck blir ordförande i Konservativ skolungdom
- SAMI (Svenska artisters och musikers intresseorganisation) bildas.
- Sveriges Lärarförbund bildas.
- Byggandet av Kaknästornet i Stockholm påbörjas.
- Den svenska musikgruppen Hep Stars bildas.
- Östasiatiska museet i Stockholm öppnas.
- Bensinbolaget Koppartrans försvinner från den svenska marknaden, då det inkorporeras i Shell.
- Det svenska företaget Separator byter namn till Alfa Laval.
- Scandic Hotels grundas under namnet Esso Motorhotel.
- Bertil Aldman uppfinner den bakåtvända bilbarnstolen.
- Jan Myrdal publicerar den internationellt uppmärksammade boken Rapport från kinesisk by.
- Sveriges första Obs!-stormarknad öppnas.
- Barbiedockan lanseras i Sverige[16].
- Förhandlingar om icke-spridnings- och nedrustningsavtal inleds i Genève med Sverige som aktiv part.
- Götaverkens Arendalsverk i Göteborg invigs.
- Den svenska luftkuddegräsklipparen Flymo uppfinns av den svenska ingenjören Karl Dahlman. Tillverkningen förläggs till Storbritannien.[17]

## Födda

### Första kvartalet

#### Januari
- 4 januari – Till Lindemann, tysk musiker, sångare i Rammstein.
- 5 januari – Wen Jiang, kinesisk skådespelare.
- 6 januari – Tony Halme, finländsk politiker, fribrottare och boxare.
- 7 januari – Rand Paul, amerikansk republikansk politiker.
- 9 januari – Eric Erlandson, amerikansk gitarrist.
- 10 januari
  - Mark Pryor, amerikansk demokratisk politiker, senator 2003–
  - Michael Wiedenkeller, svensk schackspelare
- 11 januari – Jason Connery, brittisk skådespelare.
- 14 januari – Steven Soderbergh, amerikansk filmregissör.
- 16 januari
  - James May, brittisk programledare
  - Simon Johnson, brittisk-amerikansk nationalekonom.
- 19 januari – John Bercow, brittisk parlamentsledamot för Conservative.
- 20 januari – Ingeborga Dapkūnaitė, litauisk skådespelare.
- 22 januari – Lasse Hautala, finländsk politiker.
- 23 januari – Gail O'Grady, amerikansk skådespelare.
- 24 januari – Peter Wahlbeck, svensk komiker, författare, manusförfattare och skådespelare.
- 26 januari
  - José Mourinho, portugisisk fotbollsspelare och -tränare.
  - Andrew Ridgeley, brittisk musiker, medlem i Wham!
  - Johan Rinderheim, svensk sverigedemokratisk politiker.

#### Februari
- 2 februari – Eva Cassidy, amerikansk jazzsångerska.
- 3 februari – Isabella Lövin, svensk journalist och politiker
- 4 februari – Noodles, amerikansk musiker, medlem i The Offspring.
- 8 februari – Gus Bilirakis, amerikansk republikansk politiker, kongressledamot 2007–.
- 17 februari – Michael Jordan, amerikansk basketspelare.
- 18 februari – Anders Frisk, svensk fotbollsdomare.
- 21 februari – William Baldwin, amerikansk skådespelare.
- 22 februari – Vijay Singh, fijiansk golfspelare.
- 24 februari – Markus Mustajärvi, finländsk politiker.
- 27 februari – Pär Nuder, svensk socialdemokratisk politiker, statsråd 2002–2006.
- 28 februari – Mats Rudal, svensk skådespelare.

#### Mars
- 1 mars – Thomas Anders, tysk sångare.
- 4 mars – Jason Newsted, amerikansk musiker, basist i Metallica 1986–2001.
- 5 mars – Lotta Engberg, svensk sångerska och programledare i TV.
- 6 mars – Suzanne Crough, amerikansk barnskådespelare The Partridge Family.
- 15 mars – Gregory Nicotero, amerikansk skådespelare och makeupexpert.
- 18 mars – Vanessa Williams, amerikansk sångerska, skådespelare och fotomodell.
- 20 mars – David Thewlis, brittisk skådespelare.
- 21 mars – Ronald Koeman, nederländsk fotbollsspelare och -tränare.
- 23 mars – Francesco Attolico, italiensk vattenpolomålvakt.
- 27 mars
  - Quentin Tarantino, amerikansk filmregissör, skådespelare och manusförfattare.
  - Xuxa, eg. Maria da Graça Meneghel, brasiliansk skådespelare och TV-programledare.
- 28 mars
  - Nino Ananiasjvili, georgisk prima ballerina.
  - Jan Masiel, polsk politiker.
  - Bernie Pock, amerikansk skådespelare.
- 30 mars – Tsachiagijn Elbegdordzj, mongolisk regeringschef.

### Andra kvartalet

#### April
- 3 april – Criss Oliva, amerikansk gitarrist i Savatage.
- 4 april – Ulrika Paulson, svensk skådespelare.
  - Graham Norton, irländsk komiker.
- 8 april – Julian Lennon, brittisk musiker, kompositör och skådespelare, son till John Lennon.
- 10 april
  - Mark Oliver Everett, amerikansk rockmusiker.
  - Dimitris Starovas, grekisk skådespelare.
- 14 april – Meg Mallon, amerikansk professionell golfspelare.
- 15 april – Hillevi Engström, svensk politiker.
- 16 april – Jimmy Osmond, en av syskonen Osmonds.
- 18 april – Conan O'Brien, amerikansk TV-programledare.
- 21 april – Lars Monsen, norsk äventyrare
- 23 april – Steve Clark, brittisk musiker, gitarrist i gruppen Def Leppard.
- 24 april
  - Billy Gould, amerikansk musiker och producent.
  - Tony Blackplait, amerikansk punkmusiker.
- 26 april
  - Denniz Pop, eg. Dag Volle, svensk DJ, musikproducent och låtskrivare.
  - Jet Li, kinesisk skådespelare.

#### Maj
- 5 maj – James LaBrie, kanadensisk musiker, sångare i Dream Theater.
- 6 maj – Alessandra Ferri, italiensk ballerina.
- 8 maj – Michel Gondry, fransk filmregissör.
- 9 maj – Gary Daniels, brittisk skådespelare.
- 11 maj – Gunilla Carlsson, svensk moderat politiker.
- 13 maj
  - Michael Hjorth, svensk regissör, manusförfattare och filmproducent.
  - Andrea Leadsom, brittisk politiker.
- 15 maj – Jamie Harris, brittisk skådespelare.
- 20 maj – Brian Nash, brittisk musiker, gitarrist i Frankie Goes To Hollywood.
- 22 maj – Steve Bridges, amerikansk komiker och imitatör.
- 24 maj – Ivan Capelli, italiensk racerförare.
- 25 maj – Mike Myers, kanadensisk skådespelare.

#### Juni
- 2 juni – Mike Rogers, amerikansk republikansk politiker, kongressledamot 2001–2015.
- 4 juni – Björn Kjellman, svensk skådespelare.
- 5 juni – Johan Rheborg, svensk skådespelare.
- 6 juni
  - Jason Isaacs, brittisk skådespelare.
  - Anthony Starke, amerikansk skådespelare.
- 9 juni
  - Johnny Depp, amerikansk skådespelare.
  - Ramón Labañino, kubansk politisk fånge i USA.
- 10 juni
  - Lynn Jenkins, amerikansk republikansk politiker, kongressledamot 2009–.
  - Jeanne Tripplehorn, amerikansk skådespelare.
- 11 juni – Magnus Roosmann, svensk skådespelare.
- 13 juni – Bettina Bunge, tysk tennisspelare.
- 15 juni – Helen Hunt, amerikansk skådespelare.
- 17 juni – Greg Kinnear, amerikansk skådespelare.
- 21 juni – Jesper Danielsson, svensk produktionsassistent, regiassistent och ljudläggare.
- 25 juni
  - Jackie Swanson, amerikansk skådespelare.
  - George Michael, brittisk musiker, medlem i Wham!
- 26 juni
  - Alessandro Campagna, italiensk vattenpolospelare och -tränare.
  - Michail Chodorkovskij, rysk affärsman.
- 27 juni – Fredrik Lindström, svensk programledare, komiker och författare.
- 29 juni – Thomas W. Gabrielsson,

svensk skådespelare.

### Tredje kvartalet

#### Juli
- 5 juli – Edie Falco, amerikansk skådespelare.
- 11 juli – Lisa Rinna, amerikansk skådespelare.
- 11 juli – Aleksandr Domogarov, rysk skådespelare.
- 15 juli
  - Brigitte Nielsen, dansk fotomodell och skådespelare.
  - Kalle Moraeus, svensk Musiker, spelman och programledare.
- 17 juli – Matti Nykänen, finländsk backhoppare.
- 18 juli – Martín Torrijos, Panamas president från 2004.
- 19 juli – Kristina Törnqvist, svensk skådespelare.
- 21 juli – Manu Chao, fransk musiker.
- 26 juli – Torgny Mogren, svensk längdåkare.
- 27 juli – Donnie Yen, kinesisk skådespelare.
- 28 juli – Joe Labero, svensk illusionist.
- 30 juli – Lisa Kudrow, amerikansk skådespelare, känd från TV-serien Vänner
- 31 juli – Betty Sutton, amerikansk demokratisk politiker, kongressledamot 2007–.

#### Augusti
- 3 augusti – James Hetfield, amerikansk musiker, sångare i Metallica.
- 4 augusti
  - Keith Ellison, amerikansk demokratisk politiker.
  - Anders Jacobsson, svensk barn- och ungdomsförfattare[18].
- 5 augusti – Brian Sandoval, amerikansk republikansk politiker och jurist.
- 6 augusti – Kevin Mitnick, amerikansk hacker.
- 9 augusti
  - Tarja Filatov, finländsk socialdemokratisk politiker.
  - Whitney Houston, amerikansk sångerska.
- 10 augusti
  - Phoolan Devi, indisk banditdrottning.
  - Chip Pickering, amerikansk republikansk politiker.
- 11 augusti – Pierre Johnsson, svensk stuntman och skådespelare.
- 13 augusti – Sridevi, indisk skådespelare.
- 15 augusti – Anders Nilsson, svensk regissör, manusförfattare och fotograf.
- 19 augusti – Joey Tempest, eg. Joakim Rolf Larsson, svensk musiker, sångare i Europe.
- 21 augusti
  - Mohammed VI, kung av Marocko från 1999.
  - Erika Höghede, svensk skådespelare.
- 28 augusti – Jennifer Coolidge, amerikansk skådespelare.
- 30 augusti
  - Michael Chiklis, amerikansk skådespelare.
  - Paul Oakenfold, brittisk DJ.

#### September
- 6 september – Tony Clarke, brittisk parlamentsledamot för Labour från 1997.
- 7 september – Eazy-E, eg. Eric Wright, amerikansk rappare.
- 9 september
  - Chris Coons, amerikansk politiker, senator 2010–.
  - Anu Vehviläinen, finländsk politiker.
- 10 september – Randy Johnson, amerikansk basebollspelare.
- 14 september – Anders Norrback, finländsk politiker.
- 18 september – Christopher Heyerdahl, kanadensisk skådespelare.
- 19 september
  - Mats Långbacka, finlandssvensk skådespelare, manusförfattare och producent.
  - Alessandra Martines, italiensk skådespelare.
- 21 september – Angus Macfadyen, brittisk skådespelare.
- 24 september
  - Håkan Belin, svensk musiker, konstnär och grafisk formgivare.
  - Peter Engman, svensk skådespelare.
- 25 september
  - Tate Donovan, amerikansk skådespelare.
  - Mikael Persbrandt, svensk skådespelare.
- 26 september – Lysette Anthony, brittisk skådespelare.
- 29 september – Dave Andreychuk, kanadensisk ishockeyspelare.

### Fjärde kvartalet

#### Oktober
- 3 oktober – Camilla Malmquist Harket, svensk skädespelare.
- 6 oktober – Elisabeth Shue, amerikansk skådespelare.
- 9 oktober – Dag Wennlund, svensk spjutkastare.
- 10 oktober – Daniel Pearl, amerikansk journalist. (död 2002)
- 12 oktober – Bashkim Fino, albansk politiker, premiärminister 1997. (död 2021)
- 14 oktober
  - Lori Petty, amerikansk skådespelare.
  - Maria Lundqvist, svensk skådespelare.
- 23 oktober – Thomas Di Leva, svensk musiker.
- 25 oktober
  - John Levén, svensk musiker, basist i Europe.
  - Stina Rautelin, finlandssvensk skådespelare. (död 2023)
- 26 oktober – Troy Carter, amerikansk demokratisk politiker.
- 27 oktober – Aleksander Szczygło, polsk politiker, försvarsminister 2007. (död 2010)
- 28 oktober – Eros Ramazzotti, italiensk sångare och låtskrivare.
- 31 oktober – Mikkey Dee, svensk trummis.

#### November
- 1 november – Rick Allen, brittisk musiker, enarmad trummis i Def Leppard.
- 2 november
  - Jonas Gardell, svensk författare, komiker och skådespelare[7].
  - Jens Johansson, svensk musiker, spelar synth i Stratovarius.
- 5 november
  - Andrea McArdle, amerikansk skådespelare och sångerska.
  - Tatum O'Neal, amerikansk skådespelare.
  - José Manuel Pérez, spansk motorcyklist.
- 6 november – Rozz Williams, amerikansk musiker. (död 1998)
- 7 november – Sam Graves, amerikansk republikansk politiker.
- 10 november – Mike Powell, amerikansk friidrottare.
- 12 november – Conny Bloom, svensk kompositör och musiker, gitarrist i gruppen Flincka Fingrar.
- 15 november – Kevin J. O'Connor, amerikansk skådespelare.
- 18 november – Gerhard Hoberstorfer, svensk skådespelare, sångare och dansare.
- 27 november – Vladimir Masjkov, rysk skådespelare.

#### December
- 3 december – Terri Schiavo, omskriven hjärndöd kvinna som hölls vid liv med hjälp av maskiner i 15 år.
- 4 december – Sergej Bubka, ukrainsk stavhoppare.
- 5 december – Sebastian Sundblad, svensk vissångare, kompositör och musiker (gitarrist).
- 6 december
  - Jens Hultén, svensk skådespelare.
  - Ulrich Thomsen, dansk skådespelare.
- 9 december – Zurab Zjvania, georgisk politiker, premiärminister 2004–2005.
- 12 december – Yulduz Usmanova, uzbekistansk sångerska.
- 14 december – Cynthia Gibb, amerikansk skådespelare.
- 18 december
  - Pierre Nkurunziza, burundisk politiker, president 2005–.
  - Brad Pitt, amerikansk skådespelare.
- 19 december
  - Jennifer Beals, amerikansk skådespelare.
  - Til Schweiger, tysk skådespelare.
- 21 december – Govinda, indisk skådespelare och politiker.
- 22 december – Freddie Hansson, svensk musiker, keyboardist i Noice.
- 26 december – Lars Ulrich, amerikansk musiker, trummis i Metallica.
- 29 december – Ulf Kristersson, svensk moderat politiker, Sveriges statsminister 2022–.

### Okänt datum
- Tove Torvalds, finländsk karatekare och sexfaldig finsk karatemästare.

## Avlidna

### Första kvartalet

#### Januari
- 2 januari
  - Jack Carson, 52, amerikansk skådespelare.
  - Dick Powell, 58, amerikansk skådespelare och sångare.
- 5 januari – Erik Strandmark, 43, svensk skådespelare.
- 6 januari – Gunnar Bohman, 80, svensk författare, kompositör och lutsångare.
- 14 januari – Yngve Schoerner, 83, svensk ingenjör och sjöofficer.
- 18 januari – Hugh Gaitskell, 56, brittisk politiker, finansminister 1950.
- 19 januari – Gösta Gustafson, 76, svensk skådespelare.
- 23 januari – Józef Gosławski, 54, polsk skulptör och gravör.
- 29 januari – Robert Frost, 88, amerikansk poet.
- 30 januari – Francis Poulenc, 64, fransk tonsättare och pianist.

#### Februari
- 6 februari – Piero Manzoni, 29, italiensk konstnär.
- 9 februari – Abd al-Karim Qasim, 48, irakisk ledare.
- 13 februari – Robert Rice Reynolds, 78, amerikansk politiker, senator 1932–1945.
- 16 februari – Else Jarlbak, 51, dansk skådespelare.
- 20 februari – Ferenc Fricsay, 48, ungersk dirigent.

#### Mars
- 5 mars
  - Patsy Cline, 30, amerikansk countrysångerska.
  - Ludde Gentzel, 78, svensk skådespelare och sångare.
- 17 mars – Adalberto Libera, 59, italiensk arkitekt.
- 18 mars
  - Herman Zetterberg, 58, svensk socialdemokratisk politiker, justitieminister 1945–1957.
  - Hubert Gough, 92, brittisk militär.
- 22 mars – Carl Florman, 76, svensk flygpionjär och grundare av flygolaget ABA[7].

### Andra kvartalet

#### April
- 4 april – Gaetano Catanoso, 84, italienskt helgon.
- 15 april – Edward V. Robertson, 81, walesisk-amerikansk politiker.
- 27 april – Erik Berglund, 75, svensk regissör och skådespelare.

#### Maj
- 1 maj – Arthur Hilton, 61, svensk operadirektör och skådespelare.
- 16 maj – Oleg Penkovskij, 44, sovjetisk överste, sedermera spion.
- 20 maj – Aron Gustafsson, 82, svensk lantbrukare och politiker (bondeförbundet).

#### Juni
- 3 juni – Johannes XXIII, 81, född Angelo Giuseppe Roncalli, påve sedan 1958.
- 6 juni – William Baziotes, 50, amerikansk konstnär.
- 8 juni – Sickan Castegren, 75, finlandssvensk skådespelare.
- 11 juni – Thích Quảng Đức, vietnamesisk buddhistmunk.
- 17 juni
  - Richard Baer, 51, tysk SS-officer, kommendant i Auschwitz 1944–1945.
  - Alan Francis Brooke, 79, brittisk militär.
- 30 juni – Gustaf B. Thordén, 69, svensk redare.

### Tredje kvartalet

#### Juli
- 2 juli – Lisa Tetzner, 68, tysk barnboksförfattare.
- 28 juli – Carl F.W. Borgward, 72, tysk biltillverkare.

#### Augusti
- 1 augusti – Theodore Roethke, 55, amerikansk poet.
- 3 augusti – Evelyn Scott, 70, amerikansk författare.
- 5 augusti – Ragnar Brandhild, 60, svensk fotograf, ateljéchef, inspicient och filmproducent.
- 17 augusti – Richard Barthelmess, 68, amerikansk skådespelare.
- 29 augusti – Pär Rådström, 38, svensk författare.
- 31 augusti – Georges Braque, 81, fransk konstnär, kubist.

#### September
- 4 september – Robert Schuman, 77, Frankrikes premiärminister 1947–1948 och utrikesminister 1948–1953.
- 18 september – Torsten Holm, 76, svensk militär och militärhistoriker.
- 25 september – Kurt Zeitzler, 68, nazitysk generalöverste och generalstabschef.
- 26 september – John Lee Smith, 69, amerikansk demokratisk politiker.
- 29 september – Arvid Richter, 62, svensk sångare.

### Fjärde kvartalet

#### Oktober
- 11 oktober – Edith Piaf, 47, fransk sångerska.
- 15 oktober – Horton Smith, 55, amerikansk golfspelare.
- 28 oktober – Tom Connally, 86, amerikansk demokratisk politiker.
- 29 oktober – Adolphe Menjou, 73, amerikansk skådespelare.
- 30 oktober – Domhnall Ua Buachalla, 97, irländsk politiker.
- 31 oktober – Henry Daniell, 69, brittisk skådespelare.

#### November
- 2 november – Ngo Dinh Diem, 62, vietnamesisk politiker, Sydvietnams president 1955–1963.
- 5 november – Luís Cernuda, 61, spansk poet.
- 15 november – Svend Dahl, 76, dansk biblioteksman.
- 22 november
  - Aldous Huxley, 69, brittisk författare.
  - John F. Kennedy, 46, amerikansk politiker, USA:s president sedan 1961 (mördad).[19]
  - C.S. Lewis, 64, brittisk författare.
- 24 november – Lee Harvey Oswald, 24, John F. Kennedys förmodade mördare.

#### December
- 2 december – Sabu, 39, indisk skådespelare.
- 5 december
  - Karl Amadeus Hartmann, 58, tysk kompositör.
  - Herbert H. Lehman, 85, amerikansk demokratisk politiker, senator 1949–1957.
- 6 december – Ivar Johansson, 74, svensk regissör och manusförfattare.
- 14 december
  - Marie Marvingt, 88, fransk journalist och pilot.
  - Erich Ollenhauer, 62, tysk politiker, ordförande för Tysklands socialdemokratiska parti 1952–1963.
  - Dinah Washington, 39, amerikansk R&B–sångerska.
- 16 december – A. Aimo, 52, finländsk sångare.
- 17 december – Yrjö Murto, 64, finländsk politiker.
- 19 december – Alan Gardiner, 84, brittisk egyptolog.
- 25 december – Tristan Tzara, 67, fransk poet.
- 28 december – Paul Hindemith, 68, tysk kompositör.

## Nobelpris[20]
- Fysik
  - Eugene Wigner, USA
  - Maria Goeppert-Mayer, USA
  - J. Hans D. Jensen, Västtyskland
- Kemi
  - Karl Ziegler, Västtyskland
  - Giulio Natta, Italien
- Medicin
  - Sir John Eccles, Australien
  - Alan L Hodgkin, Storbritannien
  - Andrew F Huxley, Storbritannien
- Litteratur – Giorgos Seferis, Grekland
- Fred
  - Internationella Rödakorskommittén (ICRC)
  - Internationella Rödakors- och rödahalvmånefederationen (IFRC)

### Fotnoter
1. 1 2 3 4 5  Faktakalendern 2000 – 1963 (Utlandet), Semic, 1999
2. 1 2 3 4 5 6 7 8  100 år med Aftonbladet – 1963, 1999
3. 1 2 3 4 5 6 7 8  Faktakalendern 1996, Semic, 1995
4. 1 2 3 4 5 6 7 8 9 10 11 12 13 14 15 16  20:e århundrades När Var Hur – 1963, Bernt Himmelstedt, Forum, 1999
5. ↑  ”The American Experience: George Wallace: Settin' the Woods on Fire: Timeline (1952 – 1972)”. http://www.pbs.org/wgbh/amex/wallace/timeline/index_2.html., Public Broadcasting Service, 2000
6. ↑  Michael J. Klarman. "Brown v. Board: 90 Years Later Arkiverad 1 februari 2017 hämtat från the Wayback Machine.", Humanities: The Magazine of the National Endowment for the Humanities, mars-april 2004 Arkiverad 1 februari 2017 hämtat från the Wayback Machine.
7. 1 2 3 4 5 6 7 8 9 10 11 12 13 14  Hundra år i Sverige – 1963, Hans Dahlberg, Albert Bonniers, 1999
8. 1 2 3 4 5  Faktakalendern 2006, Semic, 2005
9. ↑  Faktakalendern 2000 – 1963 (Sverige), 1999
10. ↑  75 år Sverige, Carl-Adam Nycop, Bra Böcker, 1976, sidan 189 – Christina upp genom luften
11. ↑  Faktakalendern 1997, Semic, 1996
12. ↑  ”World Statesmen”. http://www.worldstatesmen.org/Nigeria.htm. Läst 12 april 2011.
13. ↑  Sverige 1900-talet – 1963, NE, Bra Böcker, 2000
14. ↑  75 år Sverige, Carl-Adam Nycop, Bra Böcker, 1976, sidan 191 – "Fififi-kupp" i pantbank
15. ↑  ”Narkotika”. Arkiverad från originalet den 24 maj 2011. https://web.archive.org/web/20110524131828/http://members.fortunecity.com/simulatorsmusicsite/droger/narkotika.htm.
16. ↑  Sverige 1900-talet – Sverige mellan tyskt och amerikanskt, NE, Bra Böcker, 2000
17. ↑  ”The ‘Flymo’ hover mower” (på engelska). Ingenious. Arkiverad 5 april 2017. http://www.ingenious.org.uk/site.asp?s=RMA&ArticleID={38467D3B-91DA-4CDB-8B1E-E68788D91EE8}. Läst 7 september 2021.
18. ↑  ”Anders och Sören”. Arkiverad från originalet den 10 mars 2012. https://web.archive.org/web/20120310093521/http://www.soren-anders.se/item.aspx?id=362.
19. ↑  The Warren Commission Report
20. ↑  ”Nobelpriset”. https://www.nobelprize.org/prizes/lists/all-nobel-prizes/. Läst 10 april 2011.